# نظریه گره‌ها

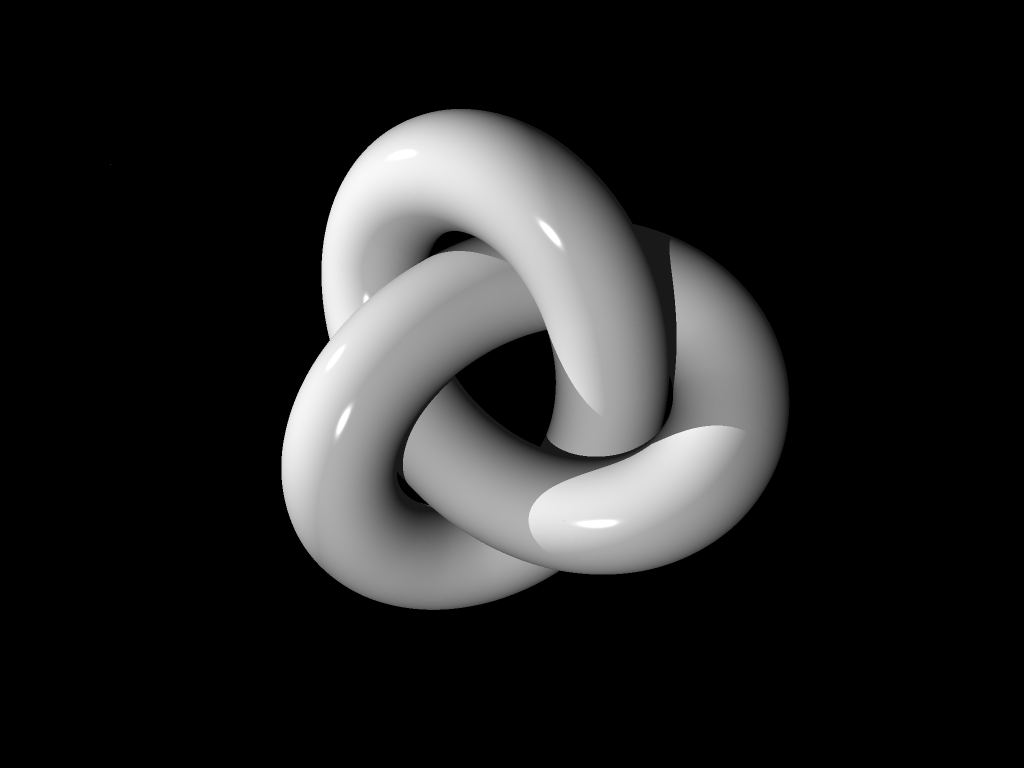
تصویری سه بعدی از یک گره سه پره ضخیم، ساده‌ترین شکل-گره بدیهی

یک نمودار گره از گره سه پره

مطالعهٔ گره‌های ریاضی در توپولوژی را نظریه گره می‌نامند. در حالی‌که این مفهوم از گره‌هایی که در زندگی روزانه در بند کفش یا طناب ایجاد می‌شود الهام گرفته شده است، اما گره‌های ریاضی با آن‌ها فرق دارند و باز نمی‌شوند. به زبان ریاضی گره دایره خوابیده‌ای در  فضای سه بعدی اقلیدسی است که همواره تغییر شکل داده است.

## نگارخانه

The left handed trefoil knot.